# Philenora latifasciata
Philenora latifasciata là một loài bướm đêm thuộc phân họ Arctiinae, họ Erebidae.